# Castello di Osnabrück
Il Castello di Osnabrück (in tedesco Osnabrücker Schloss) è un castello della città di Osnabrück, in Bassa Sassonia, Germania. Fu la residenza principale del principe-vescovo protestante Ernesto Augusto di Brunswick-Lüneburg e di sua moglie, Sofia del Palatinato. Dal 1974 è sede dell'Università di Osnabrück.

## Storia

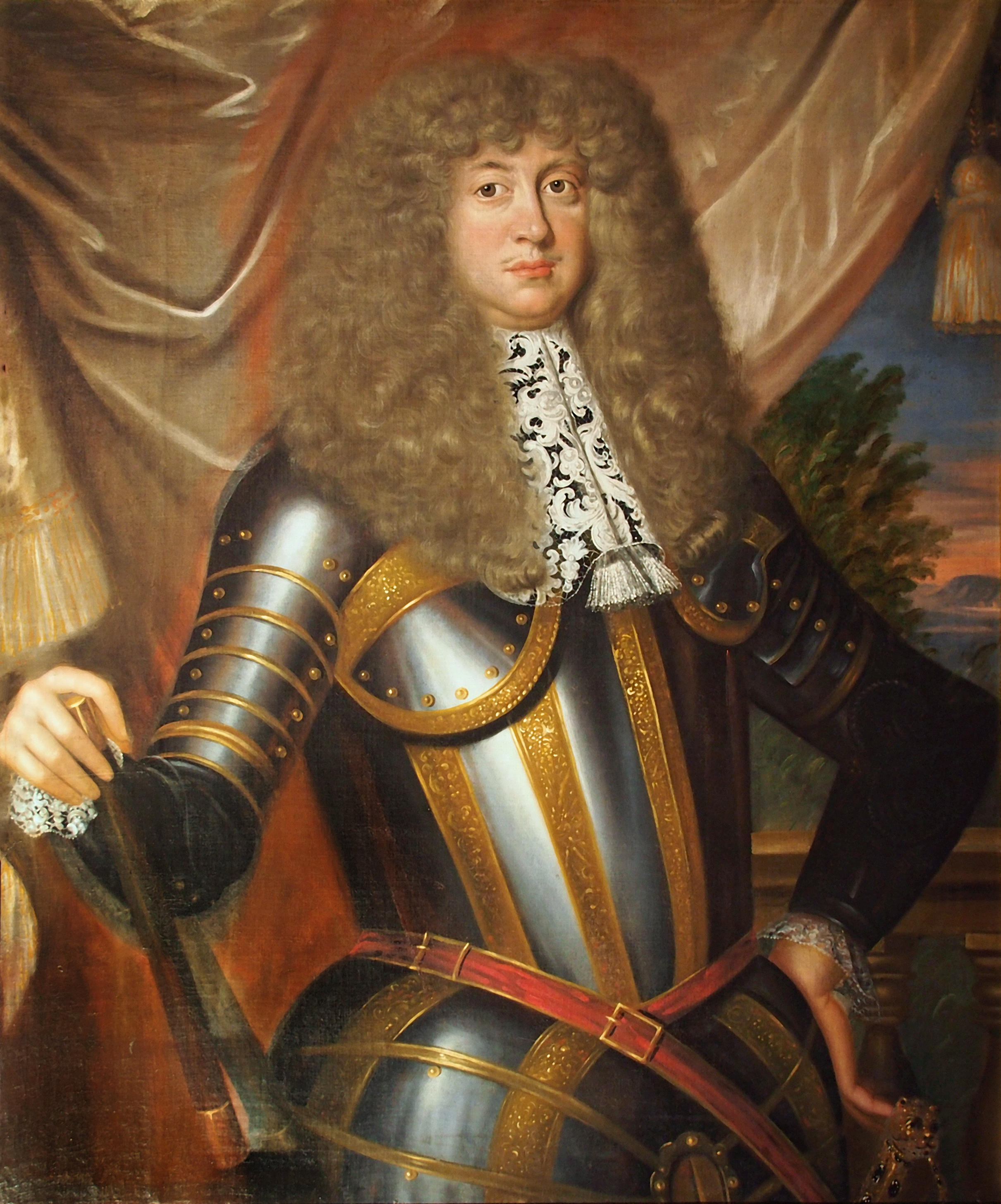
Il principe-vescovo Ernesto Augusto di Brunswick-Lüneburg (ritratto del 1670)

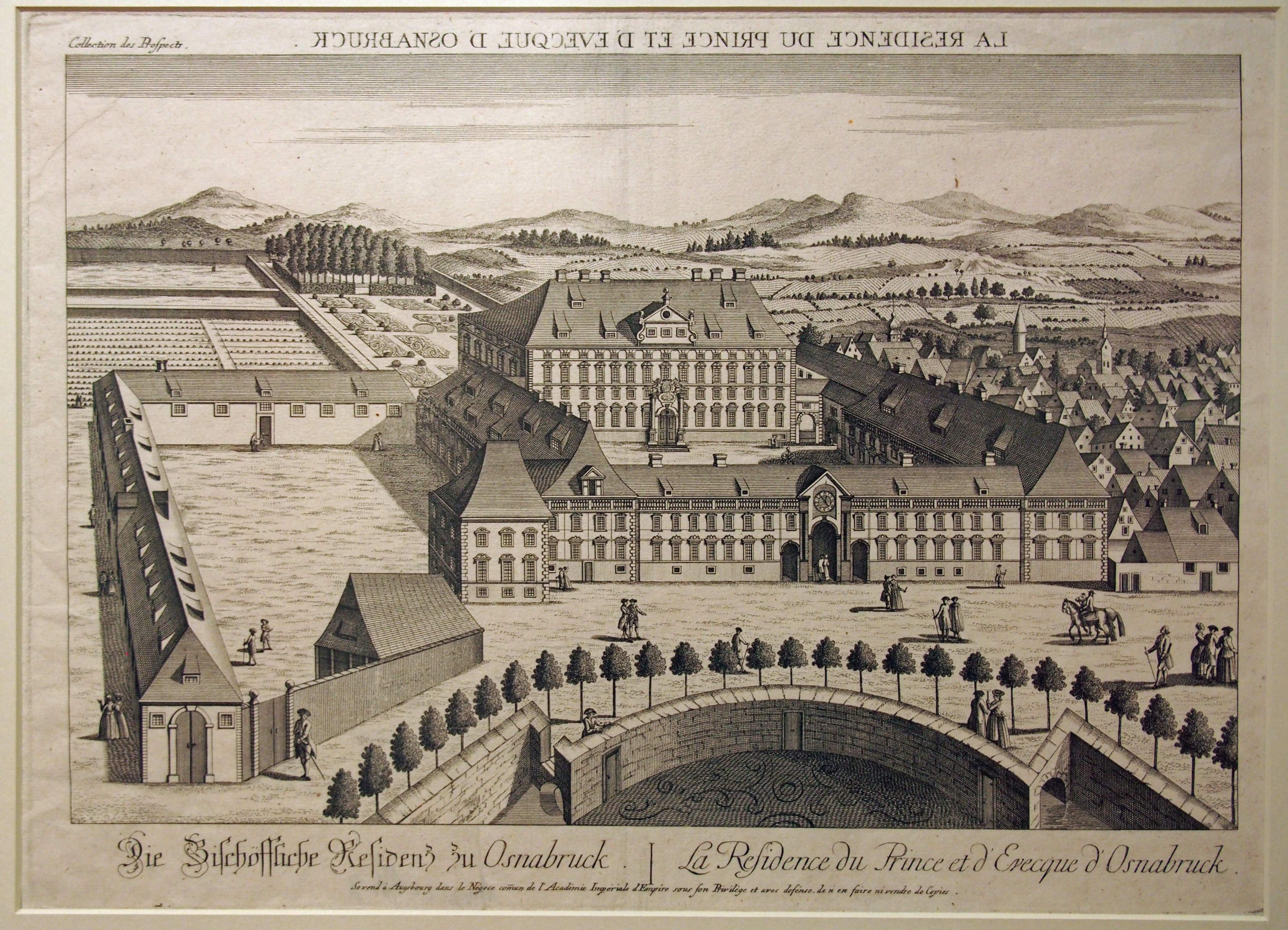
La residenza vescovile in una stampa del 1777

Nel 1662, Ernesto Augusto di Brunswick-Lüneburg divenne vescovo della diocesi protestante di Osnabrück. Come i suoi predecessori dall'XI secolo, egli risiedeva nel castello di Iburg, a sud della città. Come moderno principe, ed ancor più come ecclesiastico, questa sua residenza ad ogni modo iniziò a non soddisfarlo più di fronte al crescente bisogno di disporre di palazzi di rappresentanza al passo con le mode dell'epoca. La scelta per Ernesto Augusto ricadde sulla città di Osnabrück anche perché egli voleva limitare le mire indipendentiste manifestate dai suoi abitanti e controllarli con maggiore fermezza, ma a Osnabrück non esisteva un edificio adatto ai suoi scopi. La cittadella di Petersburg, costruita dal suo predecessore, il cattolico Franz Wilhelm von Wartenberg e abitata solo temporaneamente, era stata rasa al suolo dai cittadini di Osnabrück nel 1648.
Ernesto Augusto acquistò quindi un grande lotto di terreno nella parte nuova della città e dal 1667 iniziò la costruzione di un grande palazzo barocco disposto su quattro ali architettoniche. L'edificio residenziale principale, organizzato su quattro piani, era composto da salotti, camere per gli ospiti, locali di servizio, scuderie, una cappella e al terzo piano una sala da ballo lunga 25 metri. La principessa Sofia del Palatinato contribuì personalmente con le sue idee alla realizzazione del palazzo anche in base alle sue esperienze di viaggio compiute in Francia con la figlia Sofia Carlotta.
Nel 1673 il castello era pronto per essere occupato. Il figlio più giovane della coppia, Ernesto Augusto II di Hannover, nacque nel 1674 nel castello di Osnabrück. La famiglia del vescovo lasciò Osnabrück dopo che il fratello maggiore di Ernesto Augusto, Giovanni Federico, morì nel 1679 ed Ernesto Augusto venne chiamato a succedergli nel principato di famiglia. La famiglia prese residenza da quel momento nella città di Hannover, ma Sofia pianse amaramente la residenza di Osnabrück: 
(Sofia del Palatinato)
Ad eccezione degli anni in cui Ernesto Augusto e suo figlio, Ernesto Augusto II, precedettero e succedettero il vescovo cattolico Carlo Giuseppe di Lorena e pertanto risiedettero ad Osnabrück, il castello locale rimase perlopiù vuoto. Il fratello maggiore di Ernesto Augusto II, Giorgio Luigi, divenne re di Gran Bretagna ed Irlanda e morì al castello l'11 giugno 1727 mentre si stava preparando per un viaggio di ritorno in patria. Ernesto Augusto II morì il 14 agosto 1728 al castello di Osnabrück. Venne seguito da un altro vescovo cattolico, Clemente Augusto di Baviera, il quale ad ogni modo avendo addossato su di sé la reggenza di cinque diocesi tedesche, preferì sempre risiedere al Palazzo del principe elettore o al castello di Brühl a Bonn, motivo per cui il castello di Osnabrück rimase perlopiù trascurato e rischiava di deteriorarsi.
Dal 1803 il castello venne utilizzato come edificio amministrativo. 

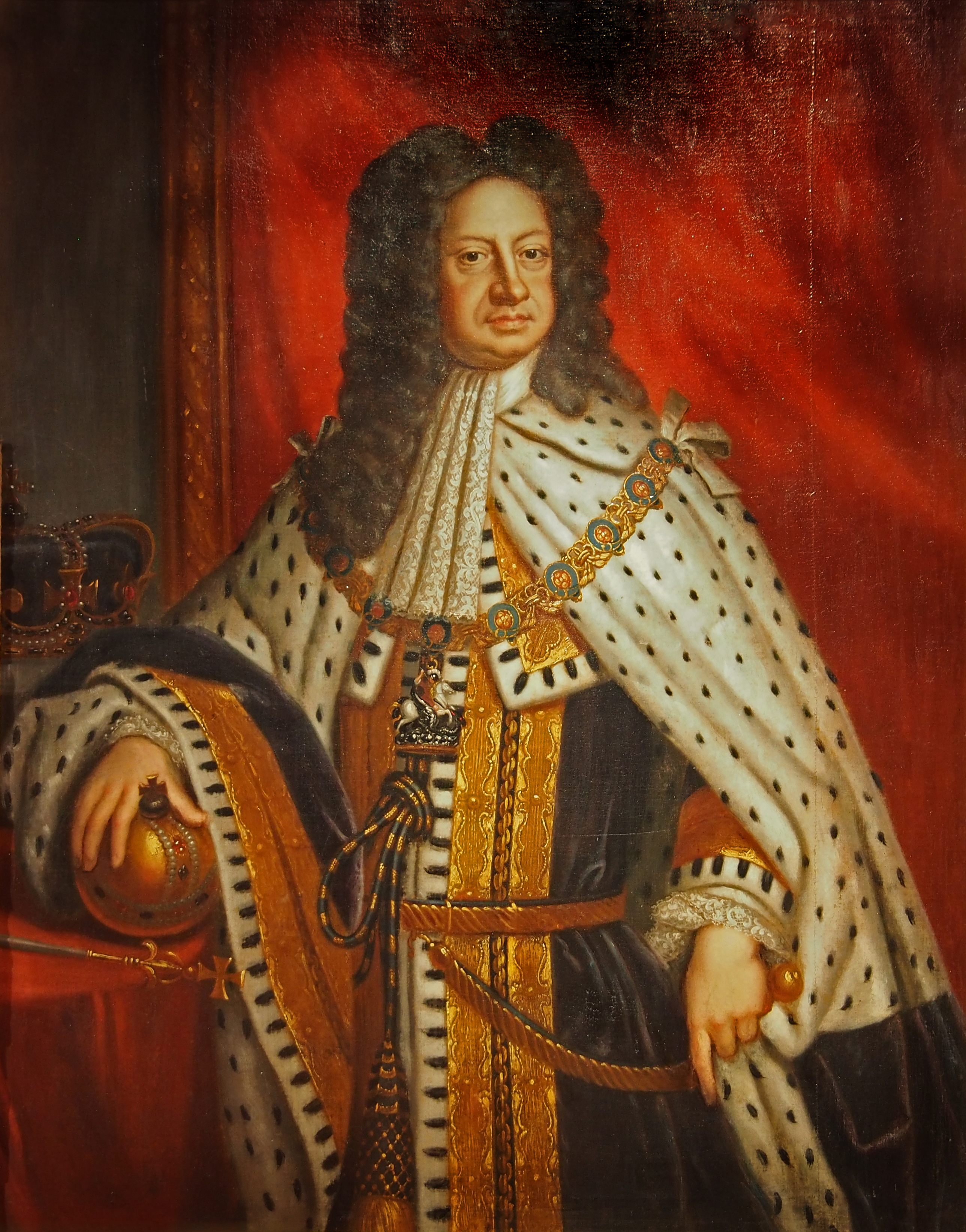
Re Giorgio I di Gran Bretagna in un ritratto del 1727 conservato al castello di Osnabrück

Nel 1938, su iniziativa di Wilhelm Renfordt, venne qui fondato un istituto d'arte per la promozione di giovani talenti. Come ha ricordato Hanns-Gerd Rabe, un'intera generazione di artisti è passata dalle mura di Osnabrück. Nei medesimi anni, ad ogni modo, il palazzo divenne tristemente famoso per aver ospitato il locale distaccamento della Gestapo la quale, nel seminterrato dell'ala est, allestì cinque celle di detenzione e una sala di tortura. Durante la Notte dei cristalli del 1938, gli ebrei di Osnabrück vennero imprigionati in queste celle prima di essere poi deportati al campo di concentramento di Buchenwald e poi detenuti nel campo penale di Augustaschacht Ohrbeck. Una targa commemorativa posta presso il palazzo commemora oggi le vittime della Gestapo a Osnabrück dal 1995. Dopo la fine della guerra i locali furono temporaneamente adibiti a magazzino. L'associazione "Memoriale Gestapokeller nel castello di Osnabrück" ha inaugurato lo spazio-memoriale Gestapokeller con mostre permanenti e temporanee nel 2001 con il sostegno dell'Università di Osnabrück.
Durante la seconda guerra mondiale fu distrutto quasi completamente dai bombardamenti e rimasero in piedi solo le mura esterne del complesso. Dopo la guerra il castello venne completamente ricostruito.
Nel 1953 l'Adolf-Reichwein-Hochschule Celle, un istituto di formazione per insegnanti, venne trasferito a Osnabrück e prese sede nel castello. Nel 1969 tutte le otto scuole d'istruzione dello stato della Bassa Sassonia vennero fuse a costituire l'Università di Osnabrück dal 5 dicembre 1973 con apposita legge di stato e pertanto dal 1974 qui venne trasferita l'amministrazione dell'università stessa oltre alle aule dei corsi di musica e teologia protestante. L'auditorium del palazzo è ancora oggi utilizzato per grandi eventi, concerti e congressi.

## Il giardino

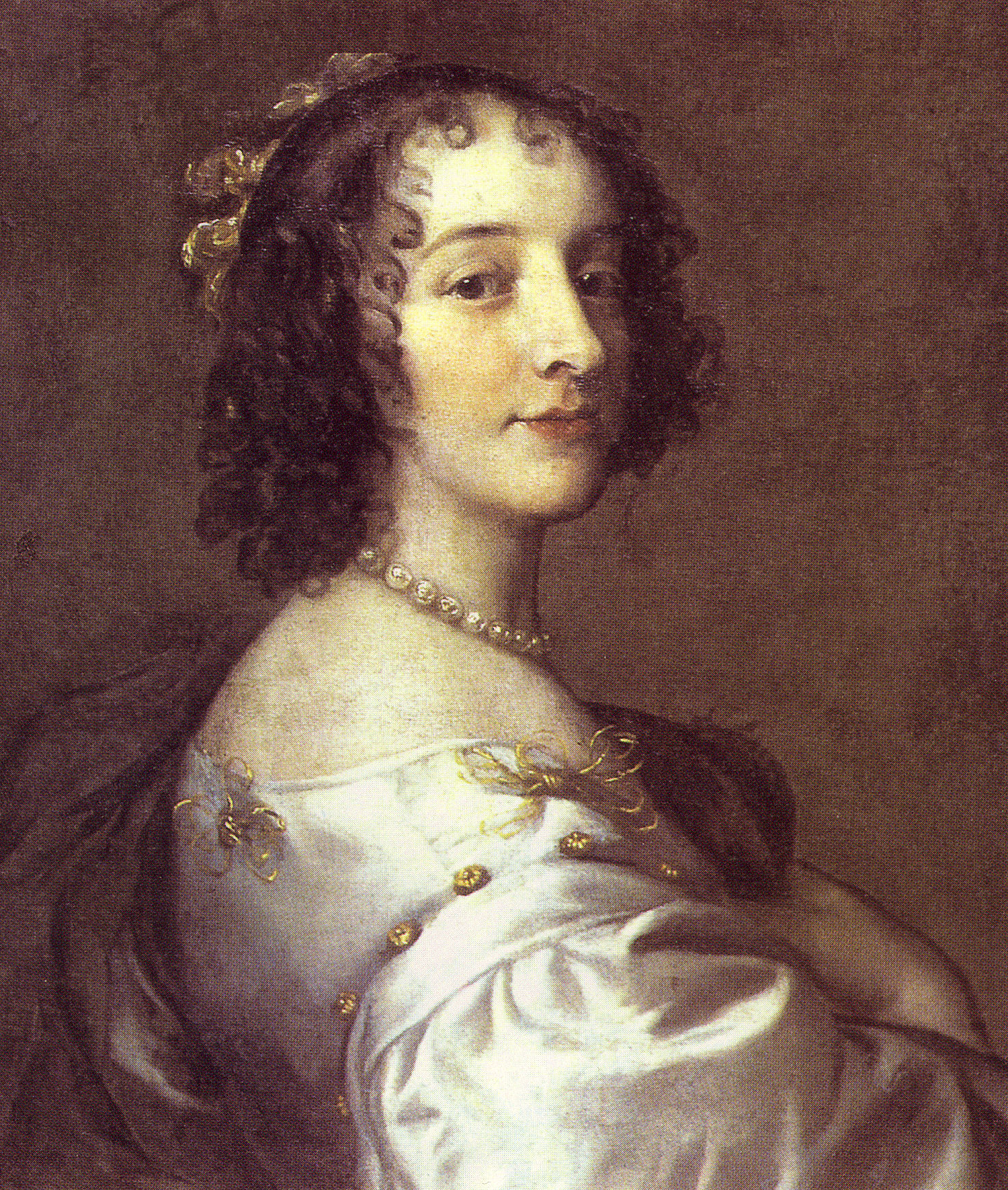
Sofia del Palatinato influenzò pesantemente la costruzione del castello e dei giardini di Osnabrück

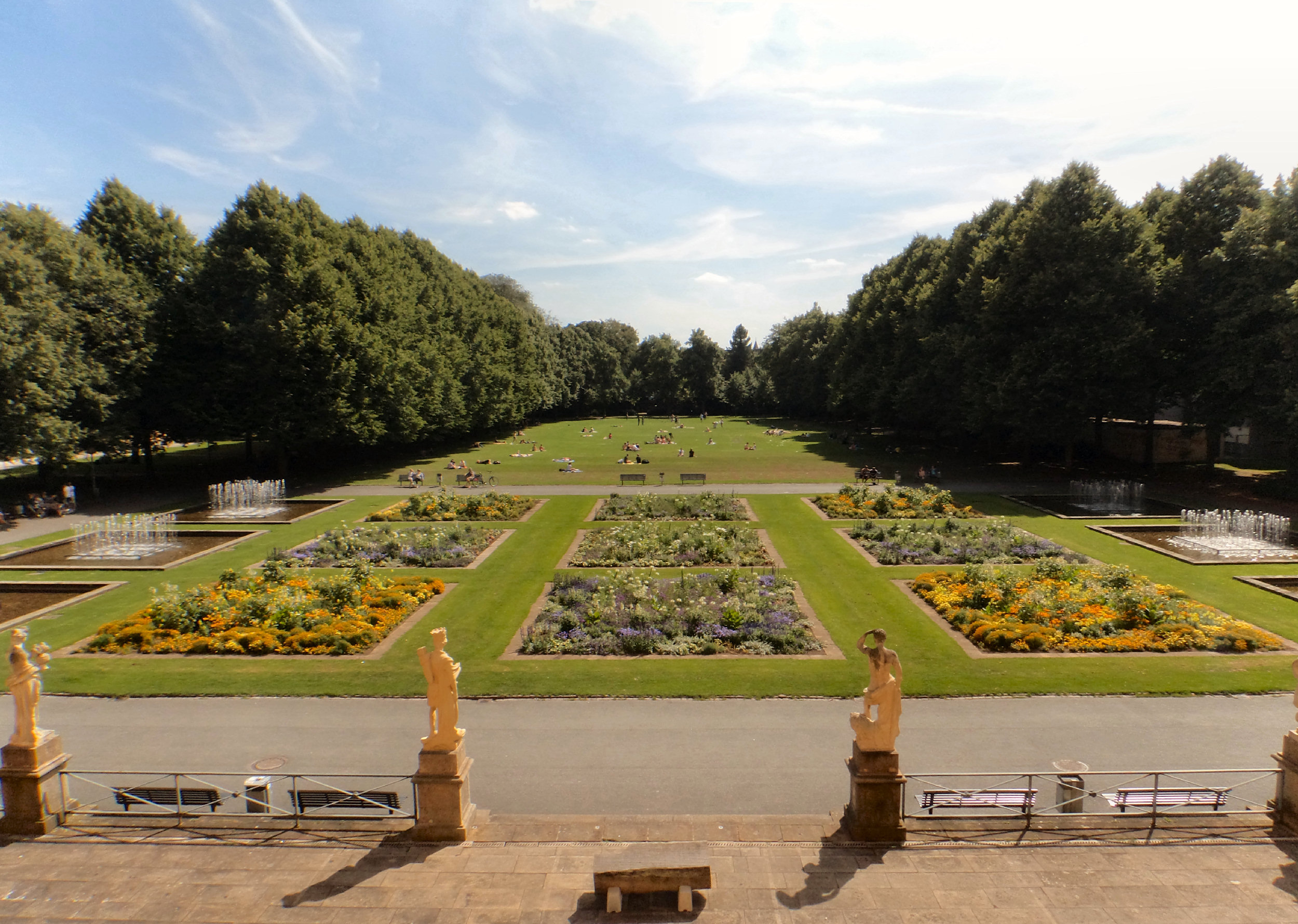
Il giardino visto dal castello

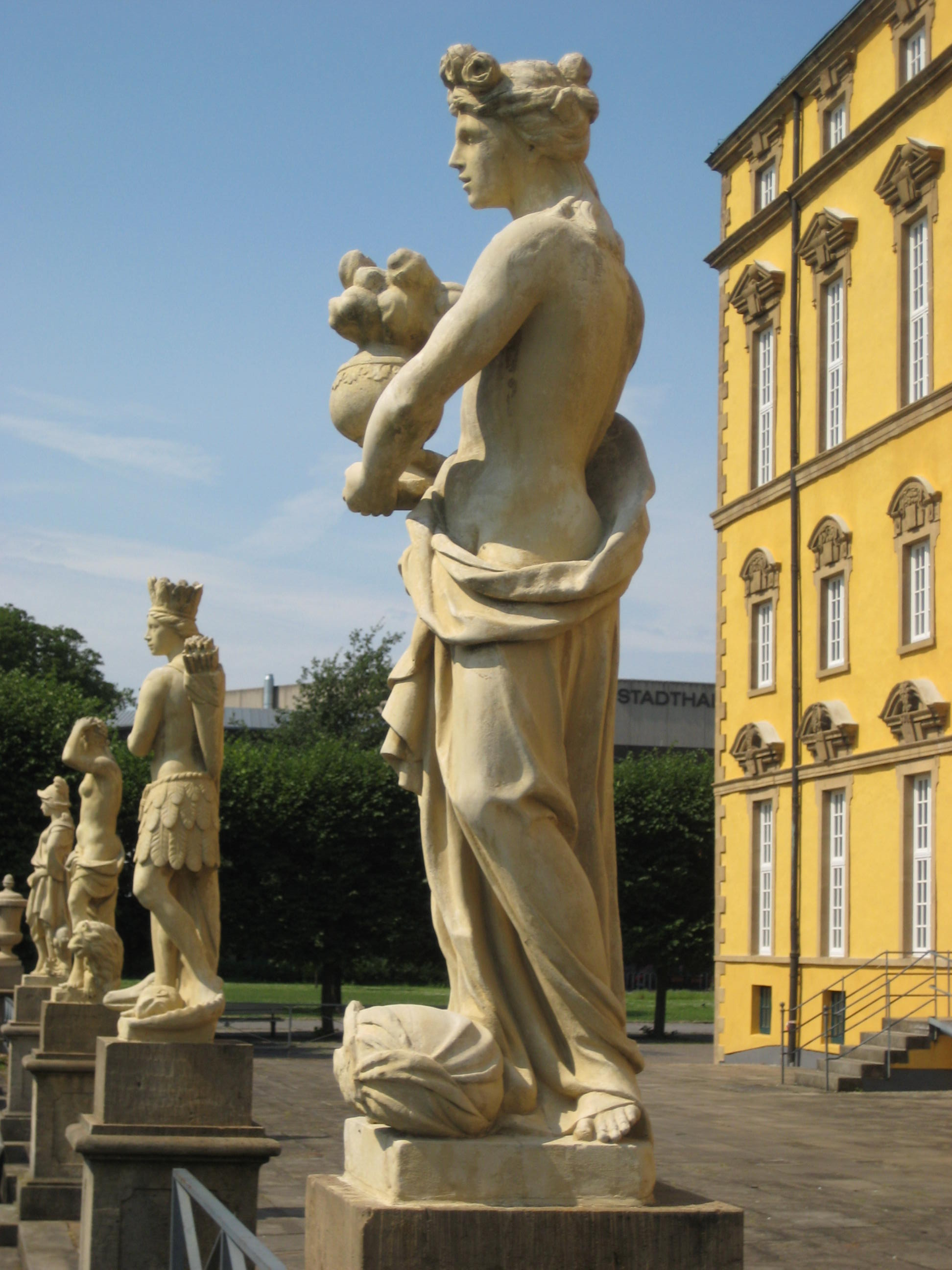
Sculture (c. 1740) nel giardino del castello

Il giardino del palazzo, con una superficie di oltre tre ettari, venne progettato nel 1674 dall'architetto paesaggista francese Martin Charbonnier (coinvolto anche nello sviluppo del Grosser Garten del castello di Herrenhausen). Sofia del Palatinato collaborò alla realizzazione del giardino del palazzo: 
(Sofia del Palatinato)
Il giardino del palazzo venne completamente distrutto durante la seconda guerra mondiale. Negli anni Quaranta e Cinquanta le forze armate britanniche costruirono qui delle capanne Nissen per i loro soldati stazionati nella Germania occupata. Dopo la fine dell'occupazione, negli anni '60, il giardino era in stato di profondo degrado e venne ricreato su progetto di Werner Lendholt. Il palazzo ha conservato delle sculture risalenti al 1740 dallo scultore Johann Conrad Schlaun. Esse sono allegorie dei continenti dell'Europa, dell'Asia, dell'Africa e dell'America. Nel 1965 vennero restaurate completamente. Nel 1976 le sculture furono nuovamente restaurate. L'allegoria dell'Europa è crollata dal suo piedistallo a metà degli anni '80 e riparata poi nel 1986. Nel 1996 i danni da inquinamento e una serie di atti vandalici erano diventati così grandi che le sculture dovettero essere nuovamente restaurate.
Il 21 febbraio 2019, il consiglio comunale di Osnabrück ha approvato una mozione per ridisegnare completamente i giardini del palazzo con una maggiore aderenza allo stile barocco.